# Erik Lundh (operasångare)
Erik Gustav Lundh, ursprungligen Lund, född 26 december 1987 i Härnösands domkyrkoförsamling i Västernorrlands län, är en svensk operasångare (baryton).

## Utbildning
Lundh började 2008 på Härnösands folkhögskolas musiklinjen vid Kapellsberg. Han fortsatte sedan på den sceniska sånglinjen vid folkhögskolan. Under de två åren vid Härnösands folkhögskola hade han sångpedagogen Catharina Olsson som lärare. Han är också utbildad vid Högskolan för scen och musik (HSM) vid Göteborgs universitet varifrån han utexaminerades 2013. På operaprogrammet gick han för sångpedagogen Sten Sjöstedt.

## Framträdanden
Lundh var bassolist i Den musikaliska kroppen på Göteborgs konserthus med Göteborgs Symfoniker, dirigent: Andreas Lönnqvist, 2012.
Han medverkade i En tribut till Britten, en foajékonsert, som uteslutande ägnades åt 100-årsjubilaren Benjamin Brittens verk. Göteborgs Hamnfestival den 1 juni 2013, Göteborgsoperan.
Lundh framförde Donald i Billy Budd av Benjamin Britten vid två föreställningar på Göteborgsoperan. Föreställningen lördagen den 21 september 2013 sändes direkt i P2 Live Opera. Regissörer var Richard Jones och Katharina Thoma och dirigent Jan Latham-Koenig, Göteborgsoperan i september 2013.
Han medverkade i Vin, kvinnor och ond, bråd död! – en dramatisk samling opera- och operetthits hämtade från olika verk av Verdi, Mozart, Offenbach, Strauss, Puccini och Donizetti. Göteborgsoperans Skövdescen, februari 2013.
Under april och maj 2015 uppträdde Lundh i rollen som Marullo i Rigoletto. Föreställningen gavs på sju olika platser i Västra Götalandsregionen med start i Skövde onsdagen den 15 april. Sedan gick tältturnén vidare till Vänersborg, Sotenäs, Borås, Partille, Ulricehamn och Tidaholm. Föreställning regisserades av Rikard Bergqvist med Joakim Kallhed, som spelade piano och svarade för den musikaliska ledningen.
Han har också vid flera tillfällen engagerats som solist i bland annat Johannespassionen av Johann Sebastian Bach.

## Familj
Lundh är gift med Emelie Lundh (ogift Fredriksson, född 1983).

## Stipendier och priser
- 2012 – Kungliga Musikaliska Akademien[11][12]
- 2013 – Carl Larsson-stipendiet[13]
- 2013 – Dugges kulturpris
- 2013 – Lasse Lönndahls stipendium
- 2013 – Teaterorden TSO/Göteborgsoperans Vänners stipendium